# Emiliano Antonio Cisneros Martínez
Emiliano Antonio Cisneros Martínez O.A.R., né le 8 février 1945 en Espagne à Almazul, est un ecclésiastique espagnol, actuel évêque du diocèse de Chachapoyas au Pérou.

## Biographie

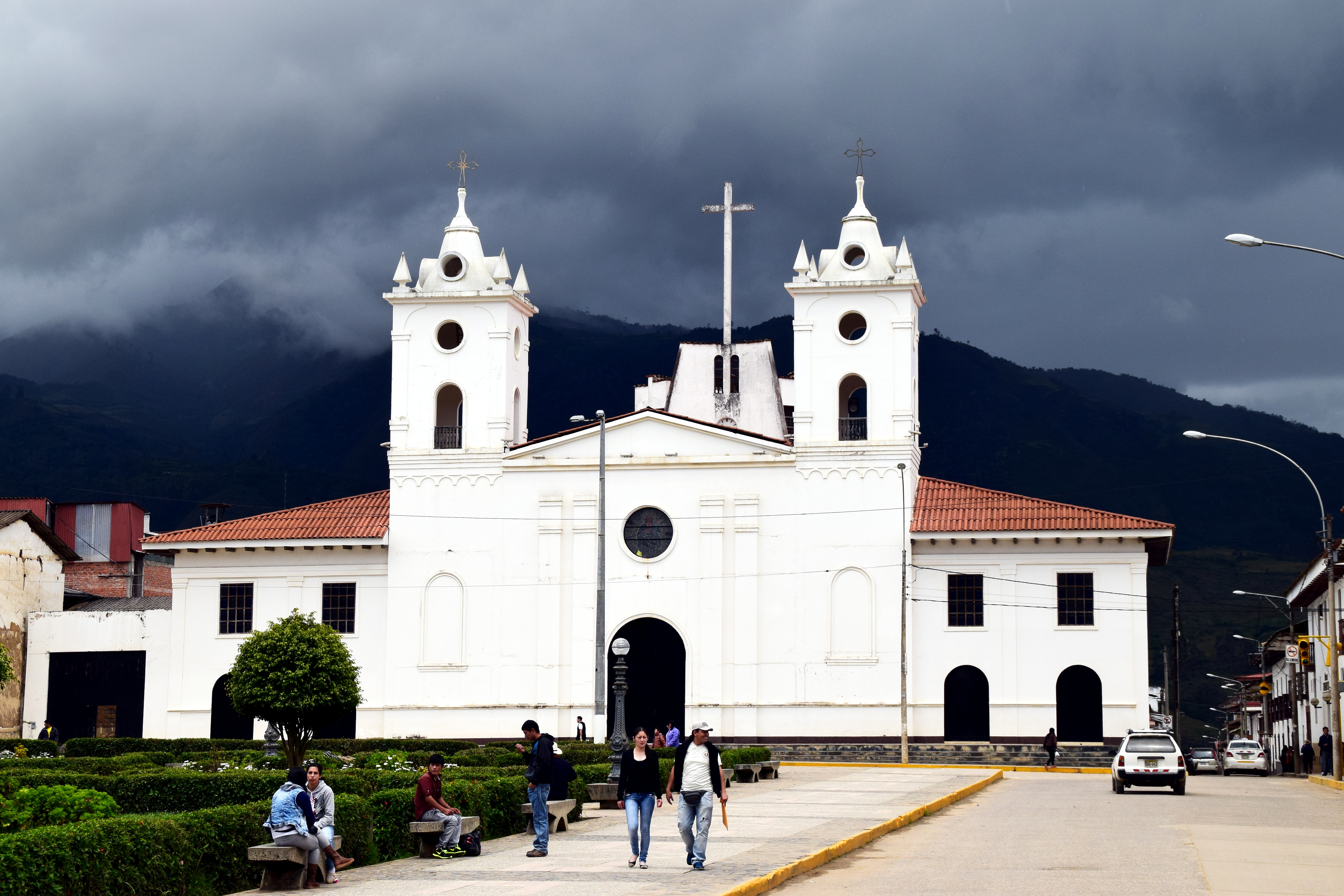
Cathédrale de Chachapoyas.

Emiliano Cisneros fait sa profession au sein des augustins récollets le 12 octobre 1962 à Salamanque. Après des études de théologie en Espagne aux séminaires des augustins récollets de Logroño, San Millán de la Cogolla et Salamanque, il est ordonné prêtre le 14 juillet 1968. Il est envoyé en poste comme prêtre dans la prélature territoriale de Chota au Pérou de 1968 à 1981. Il assume aussi jusqu'en 1993 des responsabilités au sein de son ordre, ainsi il est nommé en 1981 vicaire de la province des augustins récollets de Madrid et secrétaire provincial, jusqu'en 1984, date à laquelle il est nommé maître des novices à San Millán de la Cogolla de 1984 a 1985, puis de 1986 à 1987 en Colombie au monastère dit « El Desierto de la Candelaria ». Il retourne ensuite au Pérou, pour devenir vicaire provincial. En 1992, il est élu conseiller général de son ordre et réside à Rome pendant presque deux ans. À la fin de l'année 1993, Emiliano Cisneros est nommé évêque de la prélature de Chota et il est consacré évêque par saint Jean-Paul II lui-même, le 6 janvier 1994,, avant de repartir pour le Pérou, où il prend possession de son siège le 24 février  suivant.  
Après la démission de Mgr José Ignacio Alemany Grau, en tant qu'évêque de Chachapoyas, Mgr Cisneros devient administrateur apostolique du diocèse de Chachapoyas, avant d'en être nommé l'évêque en 2002. Il a fait deux fois sa visite ad limina, en 2009 et en 2017.

## Publications
À côté d'un livre décrivant la mission des augustins récollets au Pérou, Mgr Cisneros a mis en forme en 2007 le document de conclusion de la Ve assemblée générale des évêques d'Amérique latine et des Caraïbes qui s'est tenue à Aparecida[Lequel ?] et dont il a fait partie.